# Unikont
Unikonti ili Amorphea su članovi taksonomske supergrupe koja obuhvata Amoebozoa i njenu sestrinsku kladu, Opisthokonta, čime su obuhvaćene gljive, životinje i Choanomonada, ili Choanoflagellate. Takonomski afinitete članova klade je originalno opisao i predložio Tomas Kavalier Smit.
Međunarodno društvo protistologa, priznato telo za taksonomiju protozoa, preporučilo je 2012 da se termin Unikont promeni u Amorphea pošto je naziv „Unikont” baziran na hipotetisanoj sinapomorfiji koju su ISP autori i drugi naučnici kasnije odbili.
Ovom grupom su obohvaćeni amoebozoa, opisthokonti, i verovatno Apusozoa.

## Spoljašnje veze
- Tree of Life.org: Eukaryotes Архивирано на веб-сајту  (29. јануар 2012)